# Battaune

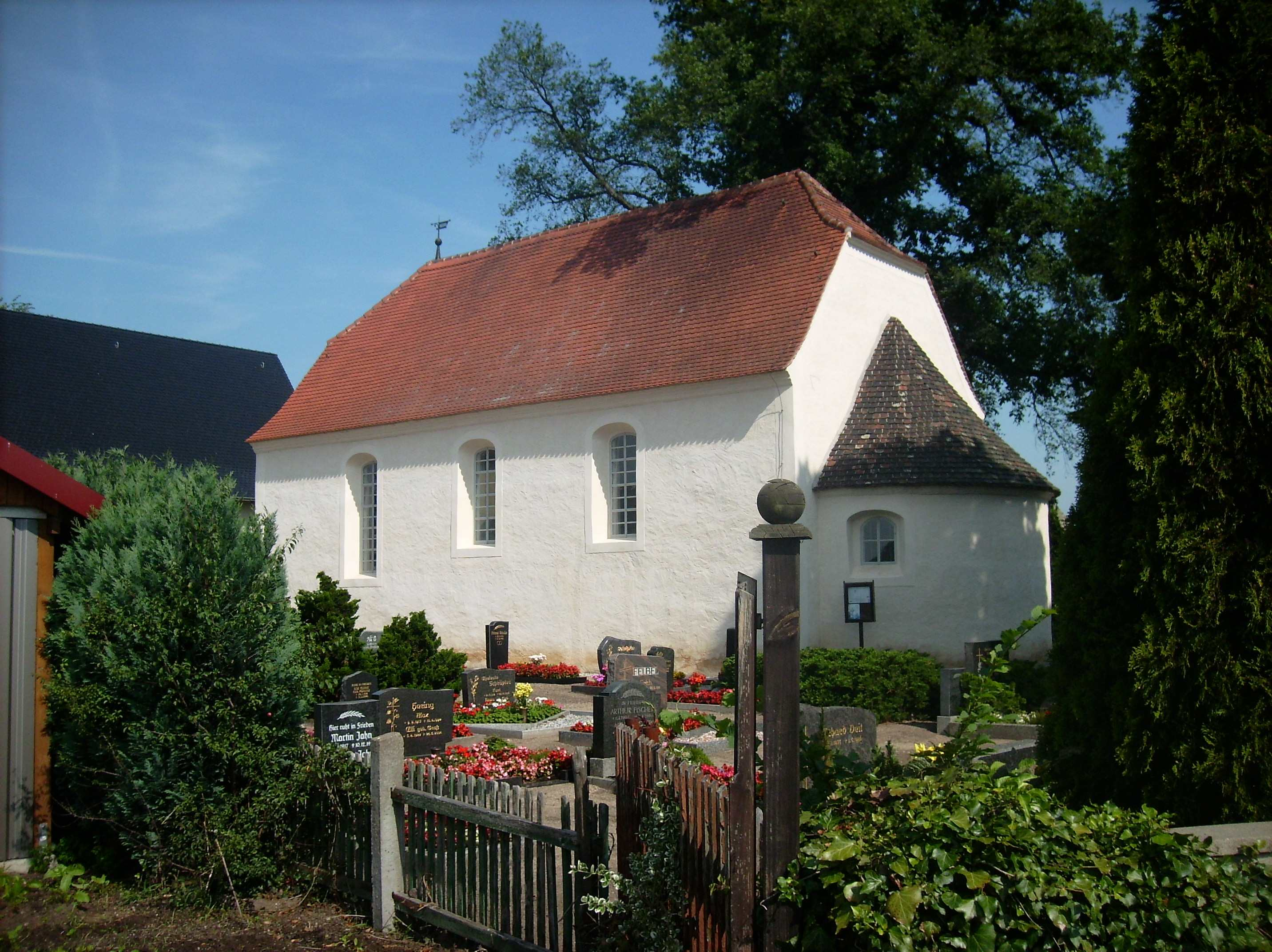
Kirche in Battaune

Battaune ist ein Ortsteil der Gemeinde Doberschütz im Landkreis Nordsachsen in Sachsen. Es liegt etwa 40 Kilometer nordöstlich von Leipzig in der Dübener Heide.

## Namensherkunft
Der Name Battaune ist sorbischen Ursprungs. Er leitet sich von „Bátoun“ ab, wobei bátounovice Väterchen heißt. 1346 wurde Battaune in einer Urkunde als „Bathun“ erwähnt. Wenig später, 1378, hatte sich der Name in „Battun“ gewandelt, was auf eine sorbische Besiedlung schließen lässt. Weitere Lautumwandlungen führten letztendlich zum heutigen Namen des Dorfes.

## Geschichte

### Battaune als Adelssitz
Der sorbischen Besiedlung von Battaune folgte die der Germanen und Franken, so dass das Dorf ein Adelsbesitz wurde. Im Jahr 1403 wurde das Dorf Bathun zusammen mit zwei Vorwerken von einem Frederiche von Waryn (Friedrich von Wahren) an den Rat der Stadt Eilenburg verkauft. In neueres Deutsch übersetzt lautet es in einem alten Stadtbuch von Eilenburg: „Sie kauften das Dorf mit all seinem Zubehör als auch mit den zwei Vorwerken darin ... und mit allen Rechten, so das Dorf von Alters her gehabt.“
Das Adelsgeschlecht von Wahren, anfangs bei Leipzig zu Hause, hatte auch im Umkreis Eilenburgs verschiedene Besitztümer, wie zum Beispiel in Wedelwitz. Außerdem diente es dem Eilenburger Grafen als ritterliche Vasallen. Heinrich I. war Domherr in Merseburg (1217–1235) und ist der erste bekannte Wahrener. Einer seiner Nachkommen war von 1244 bis 1263 Bischof von Merseburg. Als ritterlicher Vasall des Grafen von Eilenburg und 1315 als castellanus (vermutlich Bürgermeister) war ein Heinrich III. bekannt. Die reichen Wandmalereien in der Battauner Kirche, die ca. 1240 entstanden, weisen auf den Sitz der Wahrener zu dieser Zeit in Battaune hin. Jedoch ist nicht eindeutig geklärt, ob sie schon von 1200 bis 1240 in Battaune beheimatet waren. 1349/50 werden laut den Dokumenten ein Fritzke (auch Fritzkanen) und ein Konrad von Waryn vom Eilenburger Grafen mit einem Gut belehnt, genauso ein Konrad III. um 1400. Möglich wäre, dass jene die im Kaufvertrag erwähnten Frederiche und Kunrad oder wenigstens enge Verwandte von ihnen sind. Bewiesen ist, dass die Wahrener Ritter oft Gäste des Ileburger Grafen waren. Auch erwähnen dokumentierte Gerichtsprotokolle die Wahrener 1215, 1220 und später; zum Beispiel 1394 einen Friedrich von Wahren als Zeuge eines Prozesses in Leipzig, 1400 bei einem Streit des Grafen von Neuenburg und dem Markgrafen von Meißen in Weißenfels einen Conrad von Waryn. Ob jene mit den 1400 in Battaune existierenden Konrad und Friedrich in Beziehung stehen, ist nicht nachgewiesen, sondern lediglich vermutbar, da in der großräumig ausgedehnten Wahrener Familie viele Vertreter den gleichen Namen trugen. Vermutlich wurde das Dorf Battaune sowie das Rittergut verkauft, weil, was sicher ist, ein Zweig der Wahrener verarmt war. Außerdem wird 1453 ein Haus von Wahren aus finanziellen Gründen davon freigestellt, für den Krieg ein Pferd zu stellen. Weitere Teile der Wahrener Familie erwarben Besitztümer in anderen Gebieten Deutschlands. Sie haben ihre Stellung aber am längsten im Eilenburger Raum auf dem Rittergut Berg und in Wedelwitz behaupten können. Davon zeugen heute noch Grabinschriften aus dem 16. Jahrhundert in der Bergkirche St. Marien.

### Battaune als Ratsdorf
Nach dem Verkauf Battaunes 1403 wurde der Adelssitz zum Ratsdorf. Somit war es nun den besitzenden Bürgern von Eilenburg und nicht mehr einem einzelnen Adeligen unterstellt. Deshalb mussten sich die Battauner ab jetzt bei größeren Streitigkeiten oder bei notwendigen Reparaturen an der Kirche an den Rat von Eilenburg wenden. 1419 bestätigte der Markgraf Friedrich der Streitbare den Kauf und die erworbenen Rechte. Damit war das ritterliche Lehngut ein Freigut, das der Stadt gehörte, die es sicher als Vorwerk bzw. Rittergut verpachtete.  Dass sich 1802 auf der Wetterfahne des Battauner Kirchendaches die Initialen des „R.v.E.“, was vermutlich Rat von Eilenburg heißt, fanden, ist nun wohl erklärbar.
Battaune gehörte bis 1815 zum kursächsischen bzw. königlich-sächsischen Amt Eilenburg. 1815 nach dem Wiener Kongress kamen große Teile des Königreichs Sachsen als Provinz Sachsen, so auch Battaune, zum Königreich Preußen, nachdem Sachsen auf der Seite Napoleons gekämpft und verloren hatte. Damit verbunden war die Einführung der preußischen Reformen, wie die Abschaffung der Erbzinsen. Dadurch wurde Battaune zum Teil unabhängig vom Rat zu Eilenburg und klagte, wenn nötig, bei preußischen Gerichten der Provinz Sachsen gegen die Stadt. 1816 wurde Battaune dem Kreis Delitzsch im Regierungsbezirk Merseburg der Provinz Sachsen zugeteilt, zu dem es bis 1952 gehörte.
1832–1852 war die Zeit der Separation, wobei neben anderen Veränderungen die Aufhebung des Flurzwanges und der Dreifelderwirtschaft vor allem Auseinandersetzungen verursachte, da Ackerflächen zusammengelegt und dabei der ganze Besitz neu vermessen, teilweise ausgetauscht oder durch Abfindungen geregelt werden musste. Letztendlich führte die Separation wahrscheinlich zur Auflösung des landwirtschaftlichen Rittergutes, da 1866 von den Restgutbesitzern Haupt und Stier die Rede ist.
Zwischen 1845 und 1856 findet in der Provinz Sachsen eine Verwaltungsreform statt, die zum Verlust des Status eines Ratsdorfes führt. Somit wurde Battaune selbständig und der Einfluss des Eilenburger Vorwerkes in Battaune reduzierte sich.
Deutlich wird heute noch, dass Battaune ein Ratsdorf war, da das Dorf vom Stadtforst, auch als Ratsforst bezeichnet, umgeben ist, dessen Besitzer die Stadt Eilenburg ist.

### Battaune in der Neuzeit
Im Zuge der zweiten Kreisreform in der DDR im Jahr 1952 wurde Battaune dem Kreis Eilenburg im Bezirk Leipzig angeschlossen, der 1994 im Landkreis Delitzsch aufging. Battaune schloss sich am 1. Januar 1996 mit den Gemeinden Doberschütz, Mörtitz, Paschwitz, Sprotta und Wöllnau zur Gemeinde Doberschütz zusammen.

## Söhne und Töchter des Ortes
- Adolf Timotheus Wislicenus (1806–1883), deutscher evangelischer Geistlicher.